# Halla (Kotka)
Pour les articles homonymes, voir Halla.
Halla  ou Hallansaari est une île du golfe de Finlande et un quartier de Kotka en Finlande.

## Géographie
L'île de Halla est séparée de Popinniemi par le détroit de Karhusalmi. 
Halla est actuellement reliée par un remblai à l'île de Tiutinen, qui est située à son sud.

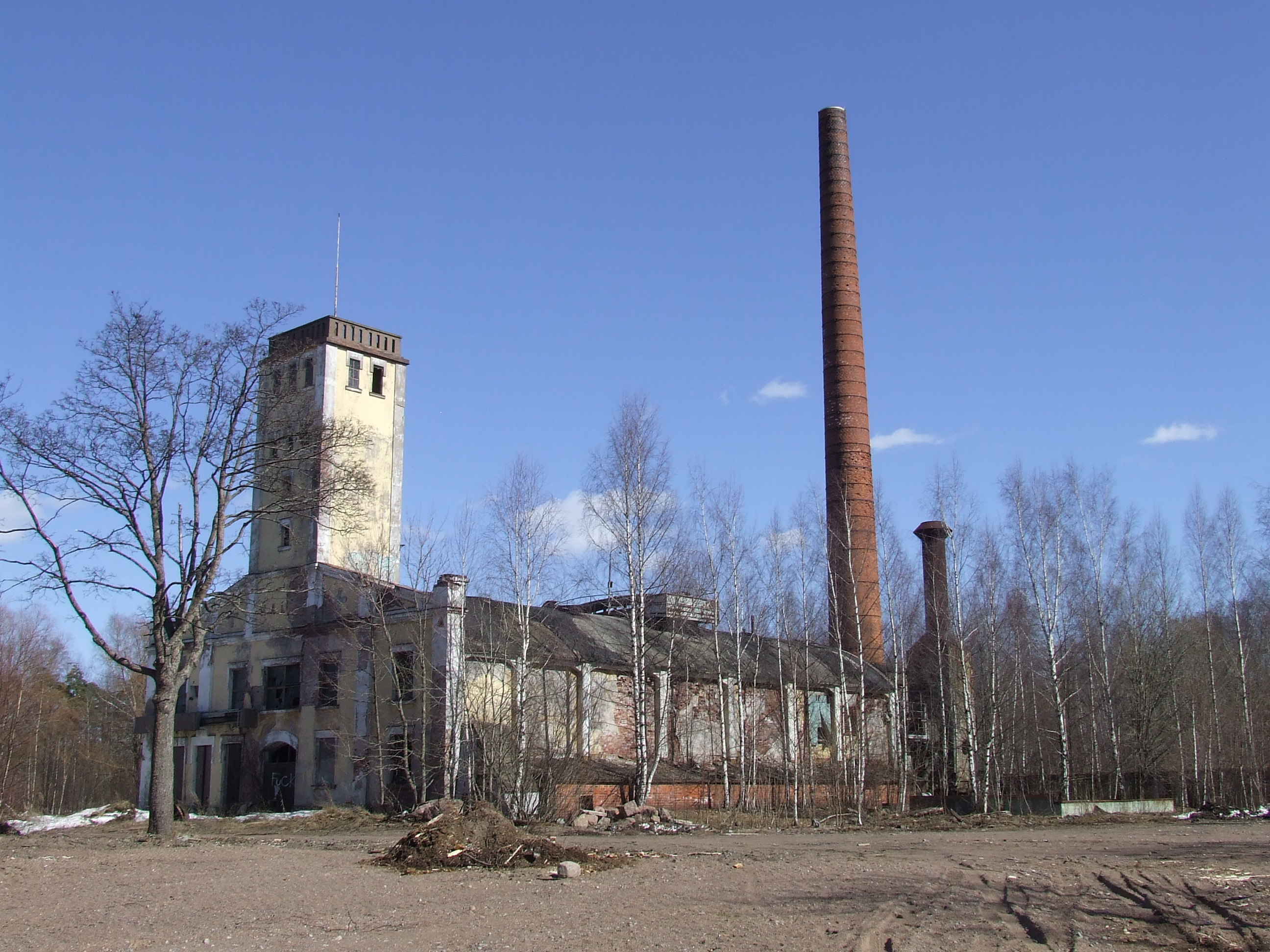
Centrale électrique de la scierie.